# Wahlkreis Tatton

Der Wahlkreis mit den Grenzen von 2007

Tatton ist ein Wahlkreis für das britische Unterhaus in der Grafschaft Cheshire. Der Wahlkreis wurde 1983 in seiner heutigen Form geschaffen und deckt einen Großteil von Alderley Edge und Wilmslow ab. Er entsendet einen Abgeordneten ins Parlament.

## Geschichte
Der Wahlkreis wurde für die Unterhauswahl 1983 aus den Teilen der bisherigen Wahlkreisen Runcorn, Cheadle, Northwich und Knutsford geschaffen. Zumeist wurde er von Angehörigen der Conservative Party vertreten.
Bei den Wahlen 1983 gewann Neil Hamilton den Sitz, welchen er bis zu der Unterhauswahl 1997 im Parlament vertrat. Bei dieser Wahl gewann der parteilose Politiker Martin Bell den Sitz in Cheshire. Dieser trat bei der Unterhauswahl 2001 nicht erneut an und so konnten die Konservativen den Sitz mit ihrem Kandidaten George Osborne erneut gewinnen. Dieser gehörte dem Kabinett von Premierminister David Cameron als Finanzminister an und vertrat Tatton bis zu seinem Ausscheiden aus dem House of Commons zur Unterhauswahl 2017.
Seit der Parlamentswahl 2017 vertritt Esther McVey, die unter anderem als Secretary of State for Work and Pensions unter Premierministerin Theresa May amtierte, den Wahlkreis im House of Commons. In Boris Johnsons Kabinett ist McVey als Minister of State for Housing tätig.
Der Wahlkreis wies im April 2013 eine Arbeitslosigkeit von lediglich 1,8 % auf. Dieser Wert lag damit erheblich niedriger als der nationale Durchschnitt von 3,8 %.

## Bisherige Vertreter

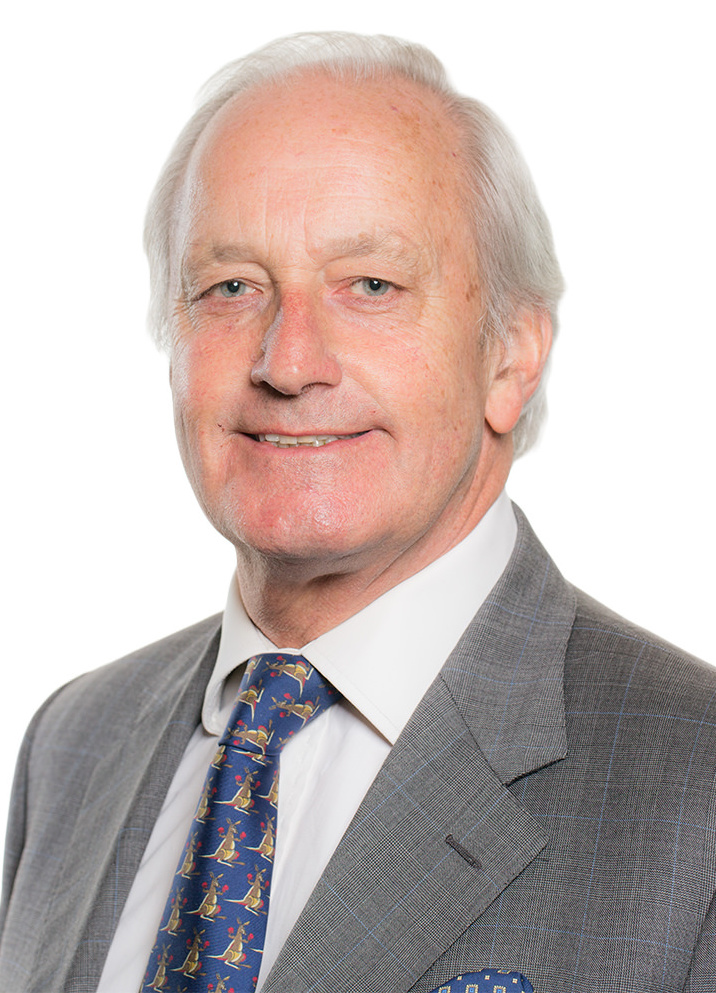
Neil Hamilton
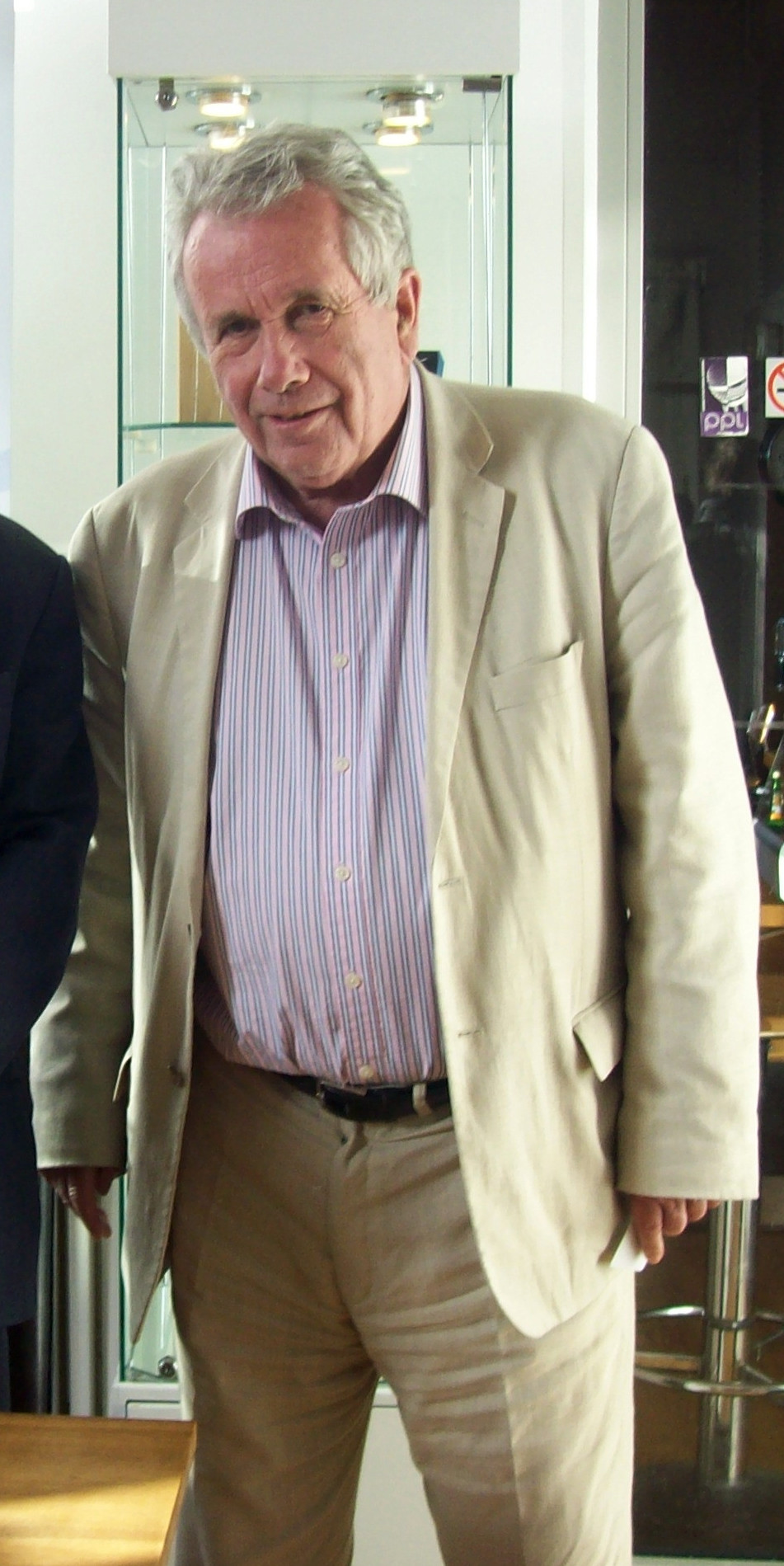
Martin Bell
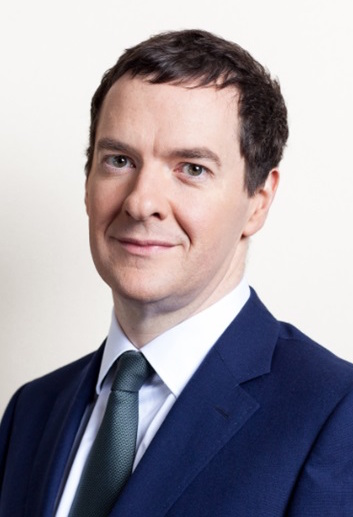
George Osborne
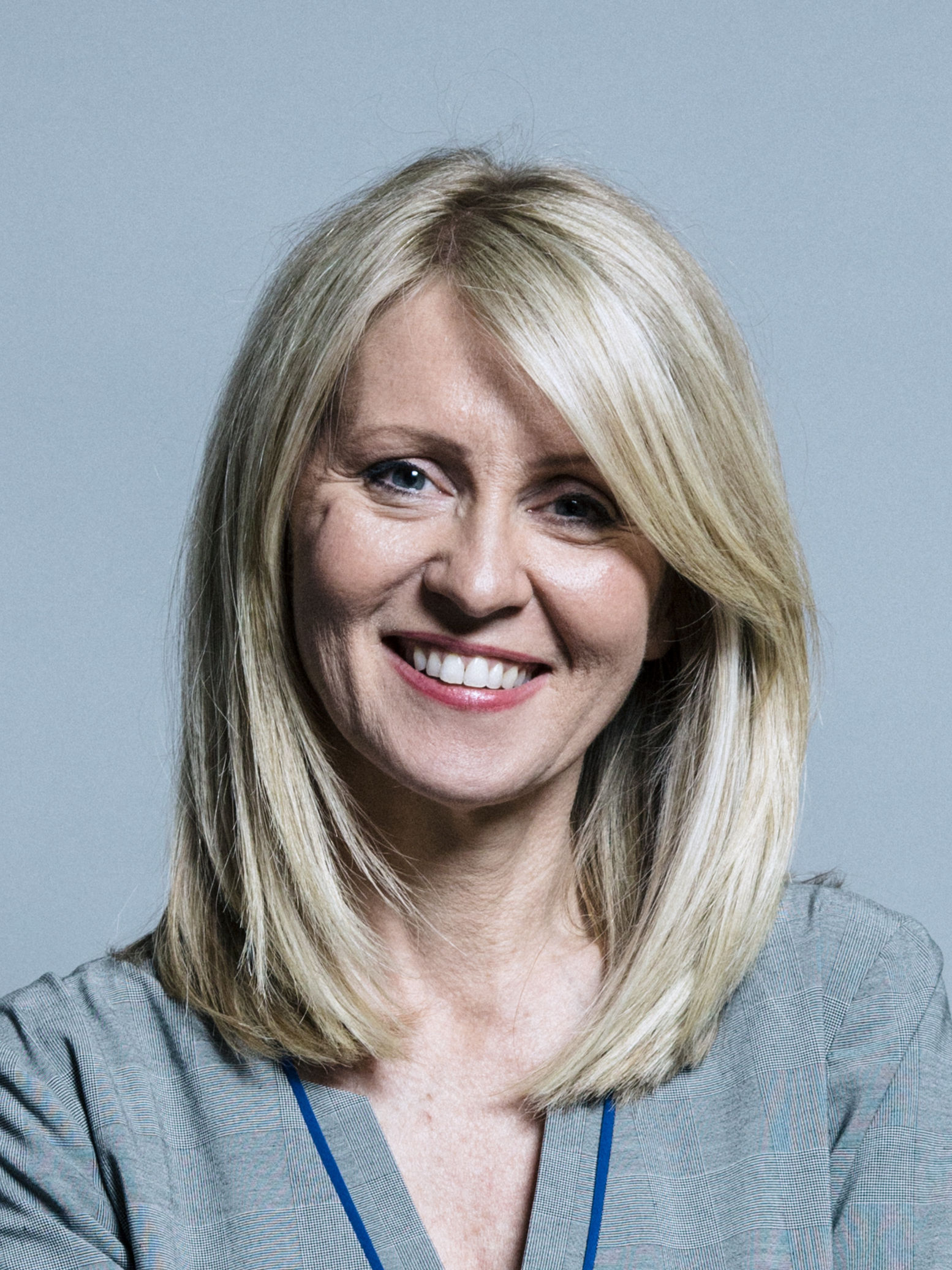
Esther McVey